# إليزابيث جيلبرت
إليزابيث جيلبيرت (بالإنجليزية: Elizabeth Gilbert) هي روائية أمريكية، كاتبة، كاتبة قصّة قصيرِة، كاتبة سير ذاتية ولدت في من 18 يوليو عام 1969 في ولاية كونيكتيكت الأمريكية.

## حياتها
سويّة مع أختها الوحيدة الروائية والمؤرخة كاثرين جلبرت مردوخ كبرت اليزابيث في مزرعة شجرة عيد الميلادِ ضمن عائلة صغيرة في كونيكتيكت. درست في جامعة نيويورك وتخرّجت في 1991 في اختصاص علمِ السياسة، وبعدها عاشت حياة متشردة بكل ما تعنيه الكلمة من معان فعملت كطباخة ونادلة. تجاربها كطباخة في مزرعة رجل ظهرت بقوة في كلتا القصص القصيرة وكتابها، الرجل الأمريكي الأخير (فايكنك 2002).

## صحافة
نشرت دار نشر (المحترم) مجموعة قصص قصيرة لجلبرت بعنوان (حجّاج)عام 1993، تحت عنوان بارزِ “ ظهور لأول مرّة لكاتبِة أمريكيِة ” حيث كانت أول كاتبة لقصّة قصيرة غير منشورة تظهر لأول مرّة في (المحترم) منذ الكاتب (نورمان مايلر). قادها هذا إلى عملِ ثابت كصحفية لعدد من المجلات الوطنية.

## كتبها
- أول كتاب لها كان مجموعة القصص القصيرة (الحُجّاج) التي فازت بجائزة Pushcart وكانت مشتركة في الدّور النّهائي للقلمِ / جائزة همنغواي
- رجال ستيرن عام 2000 اختيرت بالنيويورك تايمزِ ك «كتاب بارز».
- (رجل أمريكا الأخير).
- رواية توقيعه على الأشياء كلها المرشحة ضمن جوائز المرأة للخيال.
- مؤخراً جداً نَشرت:طعام صلاة حب بحث امرأةِ واحد عن كلّ شيء عبر إيطاليا والهند وأندونيسيا (فايكنك، 2006)، وكانت الرواية كتسجيل أو تدوين للكاتبة للاستكشاف الروحي والشخصيِ حينما سافرت إلى الخارج.

المذكرات كانتْ على قائمةِ النيويورك تايمزِ الأكثر رواجاً في ربيع عام 2006، وفي أكتوبر/تشرين الأول، 2008، بعد 88 إسبوعِ، الكتاب ما زال على القائمة وبعد ذلك ظهرت في برنامج أوبرا وينفري الشهير وقد اختارت شركة إنتاج سينمائية كبيرة الرواية كي تمثلها جوليا روبرتس.

### كتبها المترجمة للعربية
- طعام صلاة حب، (ترجمة: زينة إدريس)، الدار العربية للعلوم ناشرون، 2009
  - (ترجمة: رشا صادق)، دار المدى للطباعة والنشر والتوزيع، 2022
- توقيعه على الاشياء كلها، (ترجمة: أسامة إسبر)، منشورات الجمل (رواية)، 2016
- السحر الكبير:الحياة الإبداعية المتحررة من الخوف، (ترجمة: أسامة إسبر)، منشورات الجمل، 2021
- مدينة البنات، (ترجمة: عابد إسماعيل)، دار المدى للطباعة والنشر والتوزيع، 2022

## روابط خارجية
- إليزابيث جيلبرت على موقع IMDb (الإنجليزية)
- إليزابيث جيلبرت على موقع مونزينجر (الألمانية)
- إليزابيث جيلبرت على موقع إن إن دي بي (الإنجليزية)
- إليزابيث جيلبرت على موقع قاعدة بيانات الفيلم (الإنجليزية)